# Hans Haas (Theologe)
Hans Haas (* 2. Dezember 1868 in Donndorf; † 10. September 1934 in Leipzig) war ein deutscher Religionswissenschaftler und Theologe.

## Pfarrer und Missionar
Aus Donndorf bei Bayreuth stammend begann Haas 1889 ein vierjähriges Studium der Theologie und Klassischen Philologie in Erlangen. Er wurde während seines Studiums 1889 Mitglied der christlichen Studentenverbindung Uttenruthia Erlangen. Nach seinem Studium war er als Vikar in Aschaffenburg angestellt, aber seine weiterführenden Sprachstudien in Berlin und London deuteten schon an, dass er keine ganz gewöhnliche Pfarrerskarriere vor sich hatte.
So wurde er ab 1898 Pfarrer in der deutschen Gemeinde von Tokio und Yokohama. Hier wirkte er außerdem als Missionar des Allgemeinen Evangelisch-Protestantischen Missionsvereins und leitete die Theologische Hochschule dieser Mission. Er war Herausgeber des Periodikums Die Wahrheit, welche die erste deutschsprachige Zeitschrift Japans war und von 1900 bis 1906 erschien.

## Gelehrter und Professor
Schon 1903 hatte Haas die Ehrendoktorwürde der Theologischen Fakultät der Universität Straßburg erhalten. Nachdem er 1909 nach Deutschland zurückgekehrt war, war er neben seiner Arbeit im Zentralvorstand der Ostasienmission Privatgelehrter in Heidelberg und Coburg, bevor er 1913 aufgrund seiner religionsgeschichtlichen Forschung, insbesondere derer zum japanischen Buddhismus, außerordentlicher Professor an der Universität Jena wurde.
Im Jahr 1915 schließlich wurde er in Nachfolge Nathan Söderbloms auf den Lehrstuhl für Religionsgeschichte an der Universität Leipzig berufen. Er leitete zugleich das Religionsgeschichtliche Seminar und im turnusmäßigen Wechsel das Staatliche Forschungsinstitut für Vergleichende Religionsgeschichte. In den folgenden Jahren war er außerdem mehrmals Dekan der Theologischen Fakultät.

## Publikationen
- Geschichte des Christentums in Japan, OAG-Mitteilungen, Supplement VII, 1904.
- Die kontemplativen Schulen des japanischen Buddhismus, OAG-Mitteilungen Band X, Teil 2, S. 157ff.
- Annalen des japanischen Buddhismus, OAG Mitteilungen,  Band XI (1907–1909), Teil I, S. 281ff.
- Eine Rettung japanischer Schiffsbrüchiger durch ein deutsches Schiff vor 60 Jahren, OAG-Mitteilungen, Band X (1904–1906), Teil 3, S. 353ff.
- Ein Dokument aus japanischer Inquisition, OAG-Mitteilungen Band XII (1909–1910) Teil I, S. 21ff.
- „Amida Buddha unsere Zuflucht“: Urkunden zum Verständnis des japanischen Sukhāvatī-Buddhismus, Dietrich Verlag Leipzig 1910.
- Drei Buddhapriester, Protestantischer Schriftenvertrieb Berlin-Schöneberg 1912.
- Konfuzius in Worten aus seinem eigenen Mund, Hinrichs Verlag Leipzig 1920.
- Lao-tszě und Konfuzius: Einleitung in ihr Spruchgut, Hinrichs Verlag Leipzig 1920.
- Buddha in der abendländischen Legende?, Hinrichs Verlag Leipzig 1923.
- Germanische Religion, gemeinsam mit Hans Bonnet, Eugen Mogk, Deichert Verlag Leipzig 1924.
- Ägyptische Religion, gemeinsam mit Hans Bonnet, Deichert Verlag Leipzig 1924.
- Bilderatlas zur Religionsgeschichte, gemeinsam mit Hans Bonnet, Deichert Verlag Leipzig 1924.
- Religion der Hethiter, gemeinsam mit Hans Bonnet und Heinrich Zimmermann, Deichert Verlag Leipzig, 1925.
- Idee und Ideal der Feindesliebe in der außerchristlichen Welt, Edelmann Verlag Leipzig 1927.
- Wie ein Japaner Christ wurde, Allgemeiner Evangelischer Protestanten Missionsverein Berlin 1927.